# The Next Decade
「The Next Decade」（ザ ネクスト ディケイド）は、2009年8月11日にGACKTが発表した楽曲、及び同曲を収録したシングル。通算35枚目のシングルである。

## 解説
- 前作「Flower」から、わずか1か月後に発売され、3か月連続のシングルリリースとなり、この3か月の間だけでシングルを5枚リリースした。
- CD+DVDとCDのみの2形態でのリリースされ、GACKTが仮面ライダーシリーズの主題歌を歌うのは、30thシングル「Journey through the Decade」（TVシリーズ『仮面ライダーディケイド』の主題歌）に続いて2曲目である。
- 2009年8月24日付オリコン週間シングルチャートで初登場4位を記録し、35作目のTOP10入りとなった。これにより、TOP10入りした作品数は男性ソロとしては田原俊彦に次ぐ歴代単独2位となった[1]。

## 収録曲

### CD
- 全作詞:藤林聖子、全作曲:Ryo

1. The Next Decade
  - 編曲:中川幸太郎 & Ryo

本作は、GACKT自身が結城丈二（ライダーマン）役でゲスト出演している、東映配給映画『劇場版 仮面ライダーディケイド オールライダー対大ショッカー』主題歌。PVでもGACKTは結城丈二として出演している。
この曲は仮面ライダーシリーズの主題歌を集めたCDには収録されているが、GACKT名義の作品には、他のどの作品にも収録されておらず、本作のみに収録されている。
2. T.N.D.Orchestra Attack Ride
  - 編曲:中川幸太郎

前曲と同様に、どのアルバムにも収録されておらず、本作のみに収録されている。
3. The Next Decade (instrumental)

### 初回限定盤 DVD
1. The Next Decade PV